# Eparchia di Tashkent

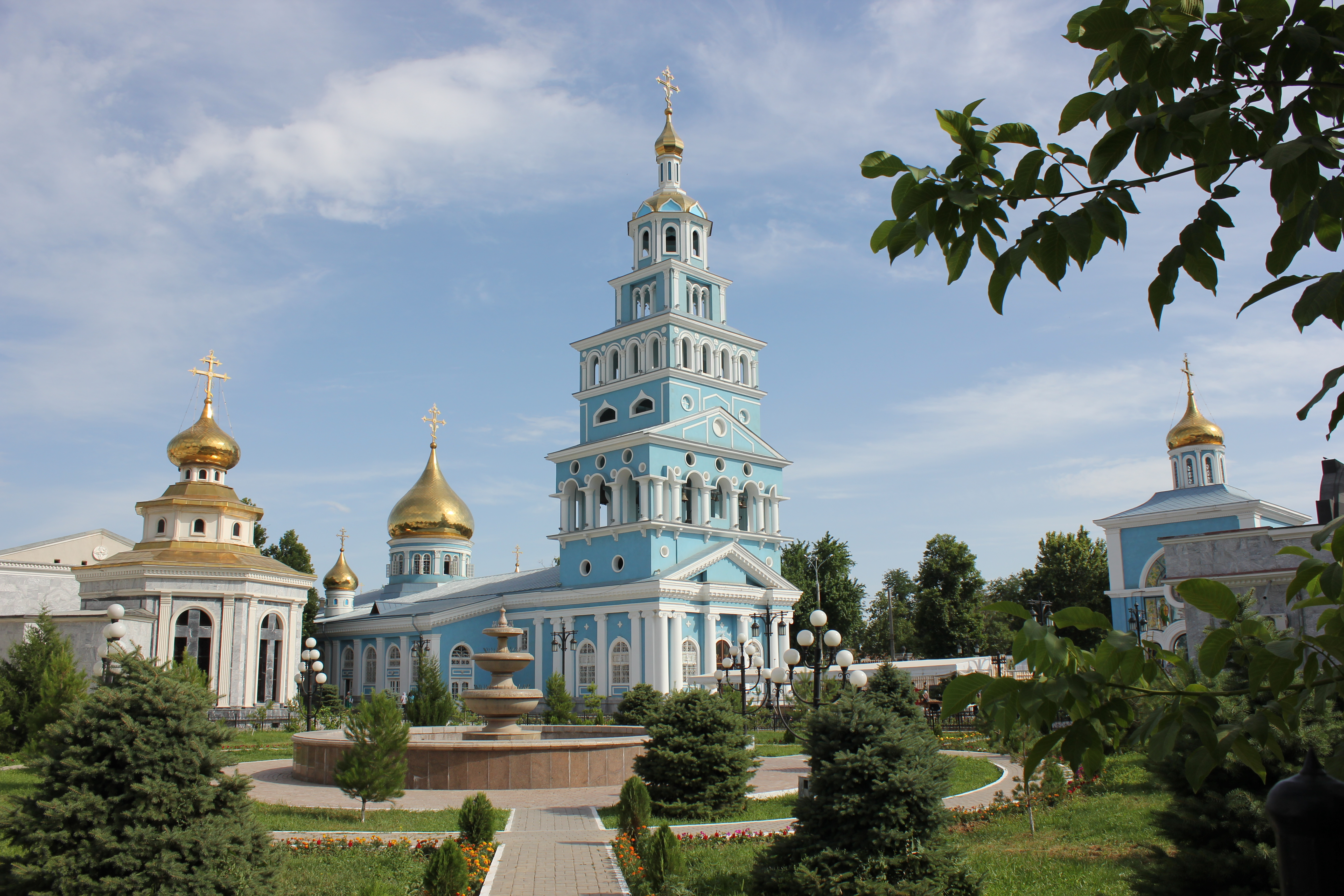
La cattedrale dell'Assunzione della Vergine a Tashkent.

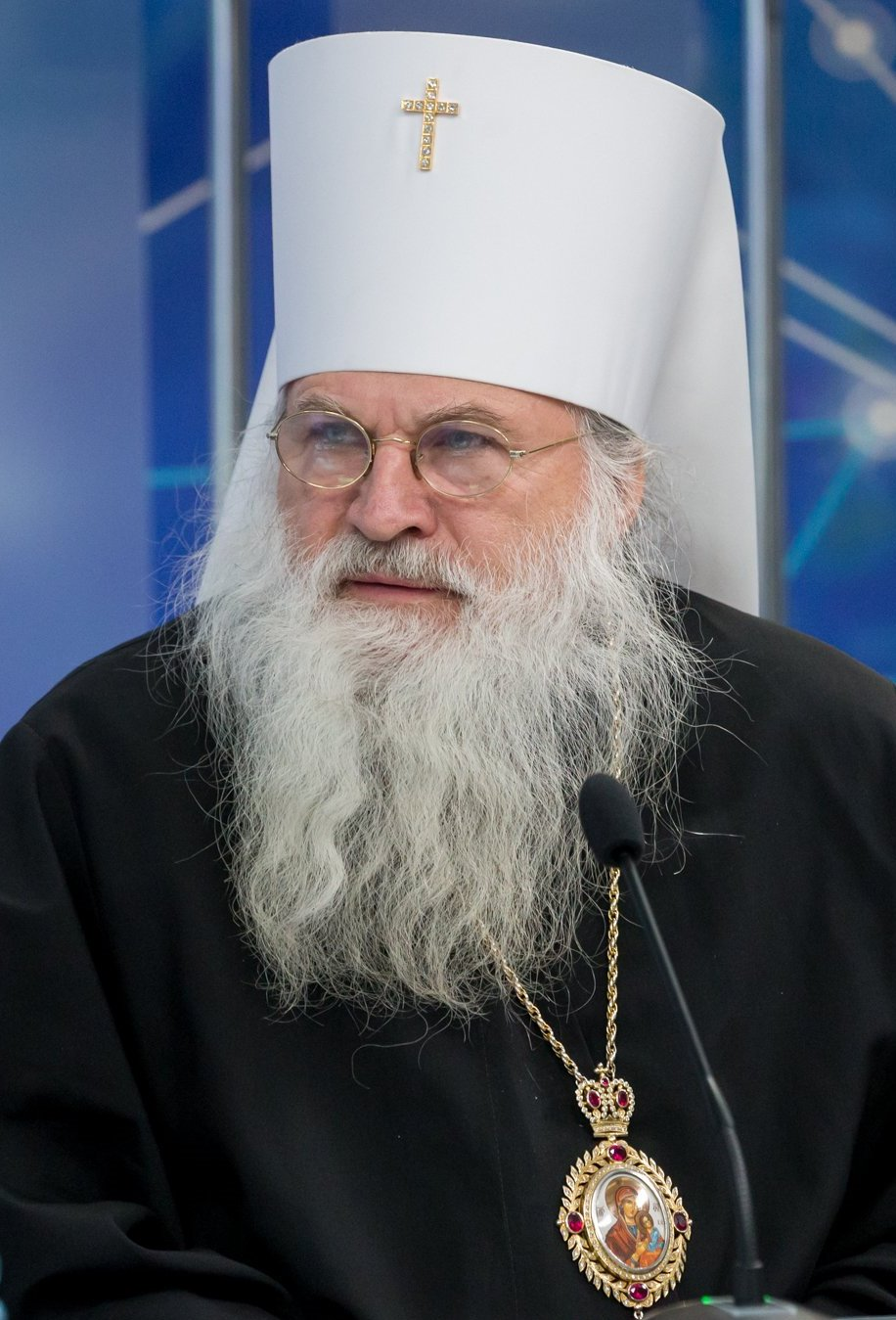
Vincent Morar, eparca di Tashkent e dell'Uzbekistan e metropolita dell'Asia centrale.

L'eparchia di Tashkent (in russo Ташкентская епархия?) è una delle eparchie che costituiscono il distretto metropolitano dell'Asia centrale, e ha giurisdizione su tutte le parrocchie della Chiesa ortodossa russa in Uzbekistan.
Il vescovo in carica ha il doppio titolo di "Metropolita dell'Asia centrale" e di " Eparca di Tashkent e dell'Uzbekistan".
Dal 27 luglio 2011 l'eparca titolare è Vincent Morar.

## Territorio
L'eparchia estende la sua giurisdizione sulle parrocchie russe dell'Uzbekistan.
Sede eparchiale è la capitale Tashkent, dove si trova la cattedrale dell'Assunzione della Vergine.
Nell'ottobre 2022 l'eparchia era suddivisa in 5 distretti pastorali: Taskent, Samarcanda, Bukhara, Gulistan e Fergana.

## Storia
L'eparchia ortodossa del Turkestan fu eretta il 4 maggio 1871, con sede dapprima nella città di Almaty e poi in quella di Tashkent.
Il 12 ottobre 2007 ha ceduto una porzione di territorio a vantaggio dell'erezione del Decanato patriarcale del Turkmenistan.
Il 27 luglio 2011 ha ceduto altre porzioni di territorio per l'erezione delle eparchie di Biškek e di Dušanbe, e contestualmente è entrata a far parte del neoeretto distretto metropolitano dell'Asia centrale. Lo stesso giorno, il Santo Sinodo della Chiesa ortodossa russa ha deciso che il vescovo di Tashkent sia anche metropolita del nuovo distretto.
Il 6 ottobre 2017 il Santo Sinodo ha approvato lo statuto dell'eparchia.